# Birthana aristopa
Birthana aristopa är en fjärilsart som beskrevs av Edward Meyrick 1925. Birthana aristopa ingår i släktet Birthana och familjen Immidae. Inga underarter finns listade i Catalogue of Life.